# 逻各斯中心主义
逻各斯中心主义（logocentrism，亦称逻辑中心主义）是1920年代，由德国哲学家路德维希·克拉格斯提出的哲学概念。逻各斯中心主义指的是，把词汇和语言看作是对外部现实的根本表达的西方科学和哲学传统。它认为逻各斯（logos）在认识论上具有优越性，逻各斯所代表的是一个原初的、不可化约的对象。因此逻各斯中心主义主张，世界中的存在必然以逻各斯为中介。逻各斯正是柏拉图式的“理念”的观念化再现。

## 语言学中的逻各斯中心主义
语言学（linguistics）把逻各斯看作是再现性统一体的场所，并进一步剖析了逻各斯的结构，将语词的声音和意义确立为形而上学含义原初的、理想的居所。逻辑中心主义的语言学主张，“为意义和语言行为奠基的当下的、特别的统一体，通过声音统一体和语音（phonic）中的意义传达出来”。语言学正是通过这种符号语音学的方式而成为一门科学。所以言说（speech）是语言的首要形态，书写是次要的、表现性的，最关键的是，它外在于言说。书写是“符号之符号”（sign of a sign），语音才是最基本的。
乔纳森·卡勒（Jonathan Culler）在《文学理论：一个简明导论》中写到：
|             | 依传统而论，西方哲学将“实在”与“现象”、物自身和它们的呈现、思想和表达思想的符号区别开来。从这个角度看，符号或呈现只不过是一种获得实在、真理或观念的方式，它们应该尽可能的清楚透明。它们不应碍手碍脚，也不应该影响或感染他们所表现的思想或真理。在此框架中，言说似乎是思想的直接表现或在场，而书写——它运作于言说者缺席的情况中——则被视为言说的人为性的、派生的再现，是潜在的对另一符号的误导性符号。 |
| ——（p. 11） | |

书面文字是“符号之符号”这一观念在西方思想中有很长的历史。亚里士多德（384BC-322BC）曾说，“口头文字是心理经验的象征，书面文字是口头文字的象征”。卢梭也认为：“写作只不过是言语的再现；奇怪的是，人们更关心图像的断定而不是客体对象。”

## 索绪尔与逻各斯中心主义
弗迪南·德·索緒爾（Ferdinand de Saussure，1857-1913）在其语言学符号及其术语的发展中遵循了逻各斯中心主义的线索。只要语词仍被理解为整体符号，概念和声像（sound-image）的统一体就会分别成为所指（signified）和能指（signifier）的统一体。能指由一个不可分割的声音和图像构成，因此符号的图形形式是外在的。
在《普通语言学教程》中，索绪尔说，“语言学的对象不是由书面文字和口头文字的结合来定义的：单单口头形式的文字构成了对象”，语言是“独立于书写的口头传统”。 

## 德里达与逻各斯中心主义
法国哲学家德里达（Jacques Derrida，1930-2004）在《论文字学》一书中详细回应了索绪尔的逻各斯中心主义观点。在第二章“语言学与文字学”，德里达解构了语言中显然是内在的、语音的系统，认为出于本质的原因，索绪尔的代现性判断（representative determination）是“......一个明确地导向一个功能进行的观念（ideal），但这一功能进行绝不会是语音的”。书写可能是不同于语音的功能，也不仅仅是言说的代现性描述，这一观念在德里达所说的无限主义的形而上学里告终，它允许一种绝对的逻各斯概念。存在的差异绝不会像逻各斯中心主义者所设想那样被还原；相反，意义的链条是在场-缺席（presence-absence）的痕迹。 。
“所指是原初的、本质性的（而不仅仅是关于一个有限的、被创造的精神的）痕迹，它始终已经处于能指的位置上，这看似是一个无可指摘的提法———其中关于逻各斯、存在和意识的形而上学都必须把书写视作其死亡和来源。”

## 文学理论中的逻各斯中心主义
自20世纪50年代开始，索绪尔的理论中蕴含着的结构主义文学方法开始发展，这种方法依据文学文本或话语对特定的组织性惯例的附属来进入到文本之中，这种附属性往往会确立其客观意义。同样，索绪尔指责文学理论中的结构主义缺少对自身基础的说明：“......语言构成了我们的世界，而不仅仅是记录或标记它。意义始终是通过人类心灵而被归诸于对象或观念的，并由语言来构造和表达：意义并非已然包含在事物中。” 
所以在结构之外没有绝对真理，无论这一结构有多么科学、丰富。在德里达之后，后结构主义出现。处在后结构主义谱系中的其他哲学家和精神分析学家包括：尼采、海德格尔和弗洛伊德。在《作者之死》（The Death of the Author，1968）发表后，文学评论家罗兰·巴特（Roland Barthes，1915-1980）也从结构主义转向后结构主义。
根据巴特的说法，后结构主义作家必须要在某种缺席（或死亡）中在场（present），正如读者在文学表达的“瞬间”的在场中缺席一样。因此后结构主义反对西方文学传统中的道德形式主义，它只保留了伟大人物，我们应该到他们那里去寻找文学灵感，而这不过是一种政治控制和达到社会平衡的手段。
现代主义拒斥后结构主义，这是出于对恢复某种失落了的存在的渴望。后现代主义接受了这种失落（作为“在场”的存在的失落），并超越了逻各斯中心主义的界限。

## 非西方文化中的逻各斯中心主义
一些研究者认为，逻各斯中心主义并不存在于所有文化中，而只是西方文化特有的偏见。泰德洛克通过研究奎希玛雅文化中的故事得出，可能是字母书写系统的发展导致了逻各斯中心主义的视角，但并非所有的书写系统都如此，在书写尚未确立的文化中尤为少见。泰德洛克认为：“[在德里达看来]声音是线性的，在一个特定的时间、一系列的音素中只发生一件事”，这反映在书写，乃至语言学领域中的语言学习之中，泰德洛克所谓的“神话学（或更大规模的结构主义）”“不是建立在对多维度声音的多维度理解上，而是建立在对声音内最小音节的单线性书写之上”。书写的单一维度意味着，字母书写只表现了文字，而音调、声音、口音和风格往往很难表现文字。 Geaney研究了古代汉语的“名”（ming）的书写方式，说明了表意文字系统给逻各斯中心主义的观念造成了困难，德里达甚至也以矛盾的方式书写中文文字，他一开始假设“文字有一个历史性的目的，对它而言语音书写是正常的“产物”，又说“可以毫不讽刺的断定，中文书写是“一场外在于所有逻各斯中心主义文明的运动”。 

## 附註
1. 1 2  Derrida, p. 29
2. 1 2  (Derrida, p. 30)
3. 1 2  (Derrida, p. 31)
4. 1 2  (Derrida, p. 71)
5. ↑  (Barry, p. 64)
6. ↑  (Tedlock, p. 322)
7. ↑  (Tedlock, p. 323)
8. ↑  (Geaney)

## 相关资料
- Barry, P (2009), Beginning theory: an introduction to literary and cultural theory, 3rd edn, Manchester University Press, New York.
- Derrida, J (1976), 'Linguistics and Grammatology', Of Grammatology, Johns Hopkins University Press, Baltimore, pp. 27–73, (CRO— CQU Library, HUMT20012 Code).
- Geaney, J (2010), 'Grounding “Language” in the senses : what the eyes and ears reveal about MING (names) in early Chinese texts', Philosophy East & West, vol. 60, no. 2, pp. 251–293.
- Tedlock, D 1979, ‘Beyond logocentrism: trace and voice among the Quiché Maya’, Boundary 2, vol. 8, no. 1, pp. 321–333.